# مقاطعة سانت جوزيف (ميشيغان)
مقاطعة سانت جوزيف هي مقاطعة في ميشيغان، بلغ عدد سكانها 61٬295  نسمة، في 2010، عاصمتها سنترفيل، تبلغ مساحتها 1٬350 كيلومتر مربع.

## الموقع
تشترك في الحدود مع:
- مقاطعة كالامازو، ميتشيغان
- مقاطعة لاغرانغ
- مقاطعة كاس
- مقاطعة برانش
- مقاطعة خارت (إنديانا).

## التقسيمات الإدارية
- سنترفيل.